# Philodila astyanor
Philodila astyanor är en fjärilsart som beskrevs av Jean Baptiste Boisduval 1875. Philodila astyanor ingår i släktet Philodila och familjen svärmare. Inga underarter finns listade i Catalogue of Life.